# Маленький Чикаго (Висконсин)
Маленький Чикаго (англ. Little Chicago) — неприсоединённая жилая и сельскохозяйственная община, расположенная на шоссе в городе Гамбурге, в округе Маратон штата Висконсин в США. Почтовый индекс 54448.

## История
Существует легенда, что название селение получило в первой половине ХХ-го века. В общине существовала таверна, которая незаконно торговала алкоголем во время «сухого закона». Маленький Чикаго получил всемирное признание в 2002 году, когда Адам Рапп (Adam Rapp) упомянул о нём в своем романе «Маленький Чикаго».